# 阿尔扎勒
阿尔扎勒（法語：Arzal，法語發音：[aʁzal]）是法国莫尔比昂省的一个市镇，属于瓦讷区。

## 地理
阿尔扎勒（47°31'0"N, 2°22'34"W）面积23.44 平方千米，位于法国布列塔尼大區莫尔比昂省，该省份为法国西北部沿海省份，位于布列塔尼半岛南部，北起阿摩尔滨海省、西接菲尼斯泰尔省，南濒大西洋，东南接大西洋卢瓦尔省，东临伊勒-维莱讷省。
与阿尔扎勒接壤的市镇（或旧市镇、城区）包括：马尔藏、费雷勒、卡莫埃勒、佩内坦、米济亚克。
阿尔扎勒的时区为UTC+01:00、UTC+02:00（夏令时）。

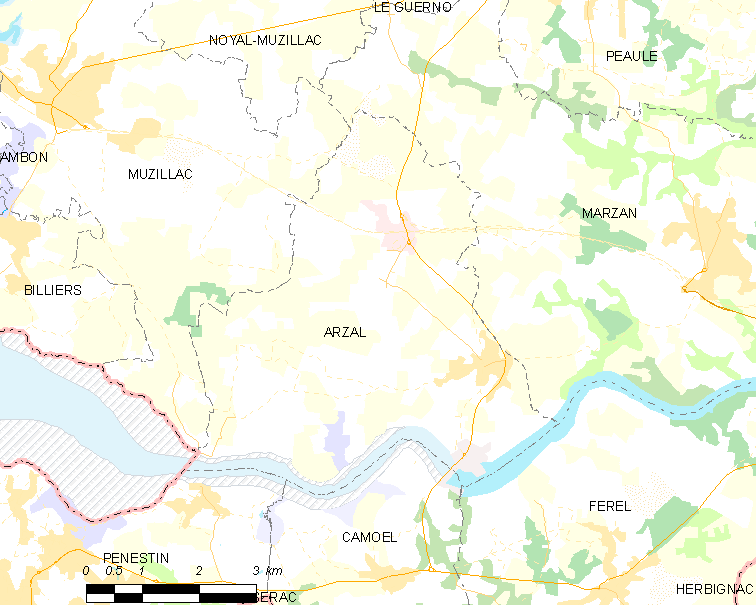
阿尔扎勒的OSM定位图

## 行政
阿尔扎勒的邮政编码为56190，INSEE市镇编码为56004。

## 政治
阿尔扎勒所属的省级选区为米济亚克县。

## 人口

1962-2008年间阿尔扎勒人口变化图示

阿尔扎勒于2022年1月1日时的人口数量为1794人。